# 大学町 (八千代市)
大学町（だいがくちょう）は、千葉県八千代市の町丁。現行行政地名は大学町一丁目から大学町六丁目。郵便番号276-0003。

## 地理
北から東は佐山、南は島田台、西は真木野に隣接している。

## 世帯数と人口
2017年（平成29年）10月31日現在の世帯数と人口は以下の通りである。
| 丁目         | 世帯数  | 人口    |
| ------------ | ------- | ------- |
| 大学町一丁目 | 27世帯  | 27人    |
| 大学町二丁目 | 203世帯 | 503人   |
| 大学町三丁目 | 177世帯 | 425人   |
| 大学町四丁目 | 124世帯 | 324人   |
| 大学町五丁目 | 76世帯  | 204人   |
| 計           | 607世帯 | 1,483人 |

## 小・中学校の学区
市立小・中学校に通う場合、学区は以下の通りとなる。
| 地域         | 小学校             | 中学校             |
| ------------ | ------------------ | ------------------ |
| 大学町一丁目 | 八千代市立睦小学校 | 八千代市立睦中学校 |
| 大学町二丁目 | 八千代市立睦小学校 | 八千代市立睦中学校 |
| 大学町三丁目 | 八千代市立睦小学校 | 八千代市立睦中学校 |
| 大学町四丁目 | 八千代市立睦小学校 | 八千代市立睦中学校 |
| 大学町五丁目 | 八千代市立睦小学校 | 八千代市立睦中学校 |
| 大学町六丁目 | 八千代市立睦小学校 | 八千代市立睦中学校 |

## 施設

### 一丁目
- 秀明大学

### 二丁目
- 佐山児童公園

### 三丁目
- 大学町自治会館

### 六丁目
- 秀明大学グランド